# Nymphon gracile
Nymphon gracile är en havsspindelart som beskrevs av Leach, W.E. 1814. Nymphon gracile ingår i släktet Nymphon och familjen Nymphonidae. Arten är reproducerande i Sverige. Inga underarter finns listade i Catalogue of Life.